# Hystatus javanus
Hystatus javanus là một loài bọ cánh cứng trong họ Cerambycidae.